# Luigi's Mansion 2
A Luigi's Mansion 2 (Japánban, Ausztráliában és Európában Luigi's Mansion 2 néven ismert) egy 2013-as akció-kaland videojáték, melyet a Next Level Games fejlesztett és a Nintendo kiadott a Nintendo 3DS konzolra. Ez a játék a 2001-es Nintendo GameCube játék, a Luigi's Mansion folytatása, és a harmadik Mario franchise játék, ahol Luigi vállalja a főszerepet a szokásos főszereplő, Mario helyett. A történet Luigi nyomában követi, ahogy felfedez egy sor kastélyt Evershade Valley-ben, és szellemeket szippant be egy speciális porszívóval, melyet E. Gadd professor talált ki. A Sötét Hold darabjainak összegyűjtésével Luiginak helyre kell állítania az Evershade Valley békéjét, és vissza kell szereznie fő ellenfelét, Boo királyt.
A játékban a játékos Luigi bőrébe bújva irányítja, aki egy Poltergust 5000 porszívóval szellemeket szippant fel. Az egyjátékos módban a cél az, hogy megmentse Mariót Boo királytól, és visszaszerezze a Sötét Hold összetört szilánkjait, melyek egy varázslatos tárgyat alkotnak, képesek megnyugtatni az Evershade Valley szellemeit. A felfedezés öt egyedi kastélyra terjed ki, mindegyikük több küldetésalapú szintre tagolódik, melyek akadályokat és rejtvényeket tartalmaznak. A Poltergust 5000 rendelkezik szellemek befogására és rejtvények megoldására szolgáló funkciókkal. A játék tartalmaz egy kooperatív többjátékos módot, amely helyi vagy online játszható a Nintendo Networkön keresztül a Nintendo 3DS-en, vagy a Nintendo Switch Online szolgáltatáson keresztül a Nintendo Switch remaszter verziójában.
A Luigi's Mansion eredeti, 3D-s szemüveg nélküli változatának létrehozására tett sikertelen kísérlet után a GameCube-on a Luigi's Mansion sorozat kb. egy évtizedig szünetelt. A Luigi's Mansion 2 fejlesztése kiszervezésre került a Next Level Gameshez, egy céghez, amely korábban már dolgozott Nintendo játékokkal. Shigeru Miyamoto és néhány Nintendo alkalmazott felügyelte a projektet, bár összességében kevés beavatkozásuk volt. A projekt általános tervezése arra összpontosított, hogy változatos élményeket biztosítson a játékosok számára, kihasználva a játékelemeket a lehető legteljesebb mértékben. Ezeket az elemeket jelentősen módosították annak érdekében, hogy megfeleljenek a Nintendo 3DS technológiájának, különös tekintettel a két képernyőre és a 3D képességekre.
A játekot először bejelentették a 2011-es E3-on, részletesebb információkat pedig a 2012-es év folyamán osztottak meg. Amikor a játékot 2013-ra halasztották, a Nintendo úgy határozott, hogy a "Luigi Éve" részeként népszerűsíti a játékot, továbbá Luigi-tematikájú játékokkal és termékekkel ünnepli a karakter 30. évfordulóját. A játék Japánban 2013. március 20-án jelent meg, míg más régiókban ugyanebben a hónapban. A játék általánosságban pozitív kritikákat kapott a kritikusoktól, elismerve a grafikát, a világépítést és az új funkciókat, ugyanakkor kritikát fogalmazott meg a küldetésalapú felépítés és az ellenőrzőpontok hiánya miatt. A játék számos díjra jelölt volt, és 2020 decemberéig 6,44 millió példányban kelt el, ezzel a Nintendo 3DS egyik legkelendőbb videójátékává vált. A Luigi's Mansion Arcade, ami a Luigi's Mansion 2 alapján készült, világszerte megjelent 2015. június 18-án a játéktermek számára. A sorozat harmadik része, a Luigi's Mansion 3, 2019. október 31-én jelent meg világszerte a Nintendo Switch platformra. A Luigi's Mansion 2 remasterelt változata, Luigi's Mansion 2 HD címmel, 2024. június 27-én jelenik meg a Nintendo Switch platformra.

## Játékmenet
A Luigi's Mansion: Dark Moon egy akció-kalandjáték, melyben a főszereplő Luigi, akit E. Gadd professzor küld, hogy felfedezze az elhagyott, kísértetjárta kastélyokat, és megszabadítsa azokat az ellenséges szellemektől a Poltergust 5000 speciális porszívó segítségével. A fő egyjátékos módban a játékos öt különböző, egy adott témakör köré tervezett kastélyt fedez fel, mint például egy benőtt üvegházat vagy egy régészeti lelőhely fölé épített óragyárat, hogy visszaszerezze azokban rejtőző Sötét Hold töredékeit.
A kastély felfedezése számos küldetésalapú szintre oszlik, melyek különböző célokat tűznek ki, például egy tárgy visszaszerzése, egy bizonyos helyiség elérése vagy egy erősebb főnöki szellem legyőzése. Minden küldetés végén a játékos pontokat kap különböző tényezők alapján, mint például az összegyűjtött kincsek és szellemek. Ha Luigi túl sok sebzést kap szellemtámadások vagy környezeti veszélyek miatt, és elveszíti összes szívpontját, elájul, és a játékosnak újrakezdenie kell a küldetést. Ha a játékos talál és összegyűjt egy aranycsontot, Luigi újjáéled és folytathatja a küldetést anélkül, hogy újra kellene kezdenie. A Nintendo 3DS érintőképernyőjén látható a kastély minitérképe, ahol megjelennek a zárt és nyitott ajtók elhelyezkedése. A Varangy karakter segíti Luigit bizonyos küldetések során. Amikor a játékos megszerzi a kastélyban elrejtett Sötét Hold töredékeit, továbbléphet a következő kastélyba.
A szellemek megörökítéséhez a játékos először elkábítja a szellemet Luigi Strobulb tartozékkal felszerelt zseblámpájával. Míg a Luigi's Mansion arra kényszerítette a játékost, hogy világítsa meg a szellemet, a Dark Moon játékban a játékos feltölti a Strobulb-ot, hogy egy villanófény-szerű fényt bocsásson ki. Miután elkábították, a szellem találati pontjai láthatóvá válnak, így Luigi felszívhatja a szellemet, hogy csökkentse a találati pontjait, míg az elég gyenge lesz ahhoz, hogy elfogják. A Poltergust 5000 szívó és fújó funkciói nemcsak a szellemek rögzítésére, hanem a környezetben lévő tárgyak manipulálására és szállítására is szolgálnak. A játék több rejtvényét ezen koncepció köré tervezték. Például a játékos használhatja a vákuumot vízvödör szállítására, húzókapcsolók mozgatására, forgószelep fogantyúira és kisebb tárgyak manipulálására. Más tárgyak, például bizonyos típusú kapcsolók és zárak, csak akkor reagálnak, ha kitéve vannak a Strobulb vakujának. A játék kezdetén a játékos megkapja a Dark-Light Device-ot, amely láthatatlan ajtókat és bútorokat tesz láthatóvá.
A Dark Moon 'ScareScraper' (Európában 'Thrill Tower') kooperatív többjátékos módot kínál, ahol akár négy játékos is irányíthat egy-egy különböző színű Luigit. A játékosok felfedezik a kastély minden emeletét, és egy meghatározott cél elérése érdekében teljesítenek egy határidőn belül. A célt követően a játékosok továbblépnek a következő emeletre. Az emeletek véletlenszerűen generáltak, különböző padlóelrendezéssel, szellemekkel és tárgyakkal, és a játékosok választhatják, hogy a kastély korlátozott vagy végtelen számú emelettel rendelkezik. Négy különböző típusú cél áll rendelkezésre: a Hunter, ahol az összes padlón lévő szellemet el kell kapni; a Rush, ahol a játékosok száguldanak a kijárat megtalálásáért; a Polterpup, ahol a játékosok kutyákat üldöznek és elfognak; és a Meglepetés, ahol minden emeleten véletlenszerűen választanak a három másik cél közül. A 'ScareScraper' lehetőséget nyújt helyi vagy online játékra a Nintendo Networkön keresztül a Nintendo 3DS-en, illetve a Nintendo Switch Online-on keresztül a Nintendo Switch platformon.

## Fejlesztés

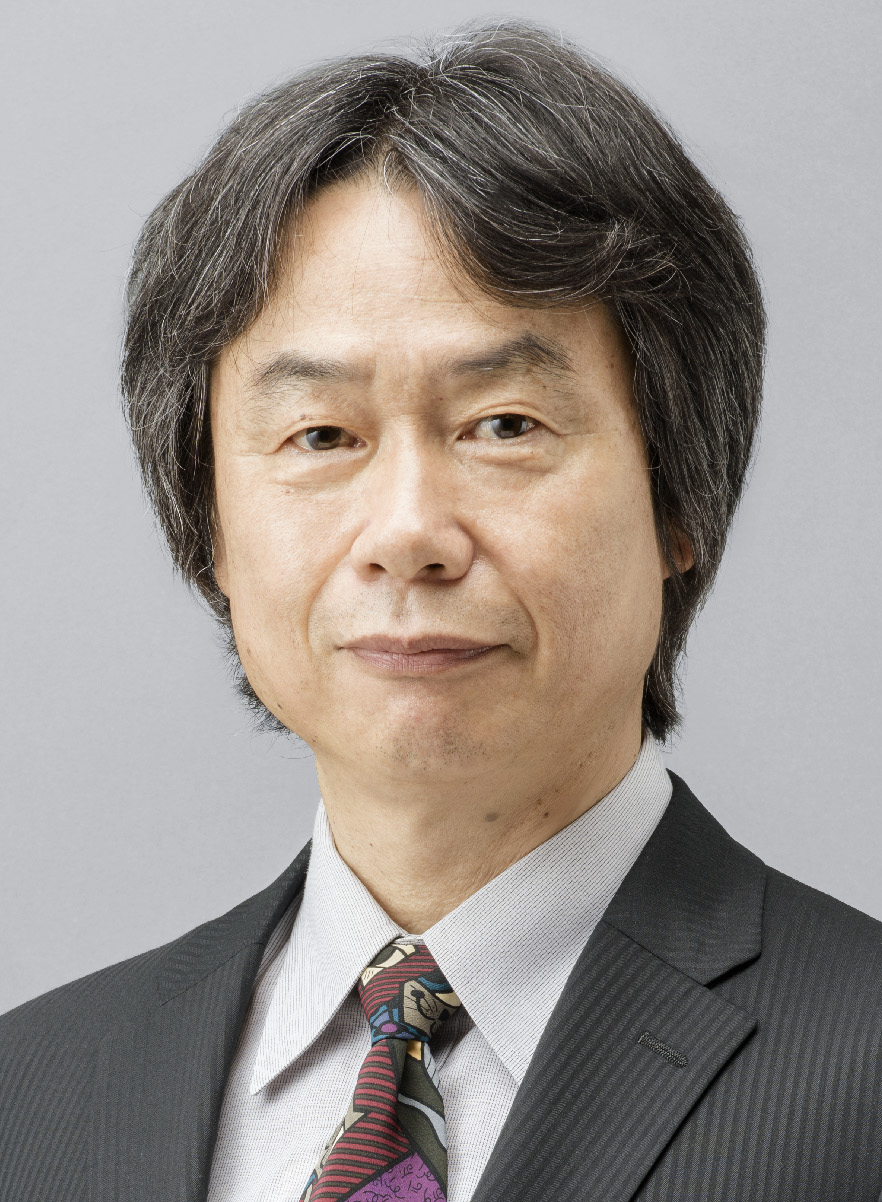
Mijamoto Sigeru, a Mario franchise megalkotója ismételten betöltötte felügyelői és produceri szerepét

A Luigi's Mansion: Dark Moon-t a Next Level Games fejlesztette ki, egy kanadai fejlesztőcsapat, amely korábban dolgozott a Nintendo által kiadott Punch-Out!! és a Mario Strikers sorozatokon. A játék általános rendezője Bryce Holliday volt, míg Chad York a vezető zeneszerző és hangrendező. Brian Davis vezető programozóként dolgozott, főként a főnöki csaták terén. Mijamoto Sigeru eredetileg a Luigi's Mansion producere és alkotója volt, ám a Dark Moon esetében Mijamoto visszafogottabb volt, inkább a projektet felügyelte. Szerepét pásztorként jellemezte, aki lehetővé tette a Next Level Games számára, hogy vezesse a projektet, és inkább közbelépett, ha úgy érezte, hogy rossz irányba haladnak. A helyszíni különbségek miatt – Miyamoto Japánban, míg a Next Level Games Kanadában található – Yoshihito Ikebata felügyelőként tevékenykedett, aki korábban a Mario vs. Donkey Kong sorozaton dolgozott, és közvetítette az információkat a két cég között. Ikebata rendszeresen jelentette az újdonságokat Miyamotonak, és továbbította Miyamoto véleményét Hollidaynek. Ryuichi Nakada segédfelügyelőként tevékenykedett, hasonló feladatokat látott el. Yoshiaki Koizumi is tanácsadóként segített. Holliday szerint Miyamoto hatékonyan felügyelte a projektet, és a fejlesztés sosem veszítette el a fókuszt. A fejlesztés 2009-ben kezdődött és 2012-ben fejeződött be.
A 2002-ben Hideki Konno, hardvertervező megkereste a Nintendót, hogy kísérletezzenek a Luigi's Mansionon új, szemüveg nélküli 3D hardverrel, amelyet a GameCube-hoz is kiadtak volna. A projekt az első lett volna a Nintendo számára, amikor szemüveg nélküli 3D-t terveztek termékeikben, kilenc évvel megelőzve a Nintendo 3DS megjelenését. A Nintendo kezdetben bizonytalannak bizonyult a projekttel kapcsolatban a Virtual Boy korábbi kritikus és kereskedelmi kudarca miatt. Konno újraértékelte a GameCube hardvert, és létrehozott egy új verziót, amely négy hüvelykes LCD-képernyőt tartalmazott a szemüveg nélküli 3D-kompatibilitás érdekében. A koncepciót "babaház mód"-nak nevezték el, mert a 3D hatások új dimenziót adtak, és fokozták a grafikai élményt. Az LCD-koncepciót bemutatták a 2002-es E3-on a Luigi's Mansion 3D címmel, de a Nintendo visszatartotta a 3D-as részletek nyilvánosságra hozatalát. Konno szerint a koncepció sikeres lehetett volna, de egyszerűen túl drága volt a gyártás: a folyadékkristály, ami lehetővé tette az LCD-t, akkoriban túlságosan költséges volt. A játékosoknak külön kellett volna vásárolniuk az LCD-t kiegészítőként, és a vásárlás valószínűleg drágább lett volna, mint maga a GameCube, így a projekt sosem látott napvilágot. Az évek során a Nintendo folyamatosan újragondolta a Luigi's Mansion folytatását. Ikebata ebben fontos szerepet játszott, különös tekintettel a Poltergust nevű eszközre, amelyet szórakoztatónak és kielégítőnek találtak használatban és kirakós tervezésben is. Felismerték, hogy a Nintendo 3DS hasonló hardveres képességekkel rendelkezik, mint a GameCube prototípusa, így eljött a folytatás ideje.
A Dark Moonig, a Next Level Games Kensuke Tanabe és fejlesztőcsapata számos sportvideójátékot adott ki, többek között a Super Mario Strikers-t, annak folytatását, valamint a Punch-Out!!-ot, 2005 és 2009 között, két videojáték-konzolra: a GameCube-ra és a Wii-re. A Dark Moon fejlesztése előtt a Next Level Games egy másik, nem titkolt Nintendo-projekten dolgozott, amely később kiderült, hogy a Metroid címet viseli, játékmenete hasonló a Gauntlet arcade játékéhoz; a projekt a prototípus fázisában volt, és tervezték, hogy a prototípust egy videokonferencián mutatják be. Azonban a megbeszélés során, amit egy dobpergés követett, Kensuke Tanabe bejelentette, hogy inkább a Dark Moonon fognak dolgozni. York elmondása szerint mindenki izgatott volt a stábban a tervek megváltozásától, különösen York, aki alig várta, hogy ne egy sportjáték zenéjén dolgozhasson. A hivatalos fejlesztés 2009-ben kezdődött, még a Nintendo 3DS 2010-es bejelentése előtt, így nem voltak tisztában azzal a hardverrel, amelyre a játékot tervezik. A konferencián értesültek arról, hogy 2002-ben sikertelen volt a Luigi's Mansion 3D elkészítése, ezért feltételezték, hogy az új hardvernek valami köze van a 3D-hez, és egy babaház-koncepció alapján készítettek egy bemutatót, amely véletlenül hasonlított a Luigi's Mansionhez.
Miyamoto kétszer látogatott Vancouverbe, Kanadába, hogy megvitassa a projektet. A Next Level Games úgy értesült, hogy más videojáték-cégek lógtak a cég épületében, miután értesültek Miyamoto látogatásáról, és megpróbálták a Nintendo 3DS StreetPass funkcióját használni játékadataik megosztására vele, amikor elhaladt mellettük. Holliday elmondta, hogy Miyamoto nagyon alázatos volt és pozitívan fogadta a játéktervezést. Megmutatták neki a játék első főnök csatájának demóját, és meglepetésükre gyorsan legyőzte, majd "jobbra-balra dobálta a megjegyzéseket". A két személyes találkozók mellett Miyamoto hetente konzultált a Next Level Gamesszel, kéthetente pedig hivatalos találkozókat tartottak. Miyamoto gyakran merített inspirációt a televíziós drámasorozatokból a tervezéshez. Ikebatával konzultáltak arról, hogyan lehet az epizódokat különféle miniatűr történetekké alakítani, amelyek egységes egészet alkotnak, ez a koncepció alapvető fontosságú volt a játéktervezés során. Miyamoto minden konferencián egyszerűen azt kérdezte: "Mi újság?", melyet a fejlesztők jól előre készítettek, hiszen tudták, hogy ez a kérdés minden alkalommal előkerül. A fejlesztés több mint három évig tartott, és sok időt vettek igénybe a fejlesztők számára a hardver megértése. A csapat szerint ez időszak sok stresszel járt; Ikebata úgy érezte, mintha az idő "villámgyorsan" telne el a nagyfokú stressz miatt, Holliday pedig elmondta, hogy a fejlesztés utolsó évében "haját tépte", míg Yorknak még két gyermeke is született ebben az időszakban. Annak ellenére, hogy a folyamat stresszes volt, Miyamoto folyamatosan arról gondoskodott, hogy a Next Level Games élvezze a fejlesztést, és Holliday megjegyezte, hogy a csapat hangulata mindvégig pozitív maradt.
A Next Level Games csapata a Dark Moon fejlesztése során azt a célt tűzte ki maga elé, hogy új és eltérő élményt nyújtson a Luigi's Mansion sorozattól, miközben megőrzi az eredeti cím minőségét és emlékezetességét. Az új játékmeneti elemek hangsúlyozása mellett arra törekedtek, hogy vonzóak legyenek az eredeti játék rajongói számára is, miközben ügyeltek arra, hogy ne hagyják túlzottan a nosztalgiát dominálni. Ennek érdekében arra törekedtek, hogy megőrizzék az eredeti hangulatot, amelyben az enyhe horror és humor egyensúlyban volt. Új játékelemek és funkciók bevezetésével sikerült megtartaniuk ezt a minőséget anélkül, hogy túlságosan eltávolodtak volna az eredeti Luigi's Mansion koncepciójától.

### Játékmenet
Luigi irányítási sémáját tízszeresen a nulláról építették fel. Az Ikebata első néhány találkozásakor a Next Level Games-szel úgy döntöttek, hogy egy új vezérlőkészletet próbálnak ki. Amikor az új vezérlőket megmutatta Miyamotonak, gyakran kérték, hogy tekintse meg a belső programozást, amely a vezérlők működését tette lehetővé, és gyakran ingáztak a két terület között. Miyamoto kifejezte, hogy a programozás valami volt, amivel "tisztességes mértékben személyesen is foglalkozott". Az eredeti játékban a játékos mindkét körlappal felszívott egy szellemet, de ezt túlságosan bonyolultnak találták az új játékosok számára, ezért váltottak egyet. A Circle Pad Pro funkcióit soha nem vették figyelembe hasonló okok miatt, és túl későn adták ki a fejlesztési ciklusban ahhoz, hogy megfelelően beépítsék azt. A mélység hiányának pótlására más Poltergust trükköket is beépítettek, hogy kiegyensúlyozzák a taktikai stratégiát. A szellemek felszívására kevesebb hangsúlyt fektettek, inkább a trükkök egy részét a pályatervezés felé irányították, és sokkal alaposabbak lettek, mint a korábbi játékban. A Strobulb funkciót a szellemek elfogása érdekében adták hozzá.
A fejlesztési időszakban nagyjából tizenhat-tizennyolc hónapot töltöttek el a játékötletek kitalálásával és prototípus-készítésével. Egyes ötletek a Poltergust fejlesztésére irányultak, míg mások új játékmenet-koncepciókat tartalmaztak, például egy minijátékot, amelyben léggömbök vagy egy csúszó kirakó volt jelen. Egy teljes évig Miyamoto végigjátszotta a játékot, egyszerűen azt sugallva, hogy több tartalomra van szükség a játék hosszának növeléséhez, ami az első játék egyik fő kritikája volt. A fejlesztés során többször úgy érezték, hogy a játék elkészült, de folyamatosan visszatértek a korábbi részekre, és újabb ötletekkel gazdagították azokat, ezzel meghosszabbítva a fejlesztési időt. Sok ötlet nem került be a végleges játékba, Holliday szerint "talán elég lenne egy másik játékhoz", és a játék hosszának növekedése nagyrészt a multiplayer mód hozzáadásának volt köszönhető.
A többjátékos lehetőség már a fejlesztés kezdetétől fontolóra vett dolog volt. Konno tájékoztatta a fejlesztőket arról, hogy az eredeti Luigi's Mansionban már szerepelt egy többjátékos mód koncepciója, amelyben Luigi egy másik Luigi oldalán játszott, de különböző okok miatt ez kimaradt a végleges játékból. Ő és Miyamoto arra ösztönözték a fejlesztőket, hogy foglalják bele a többjátékos lehetőséget a Dark Moonba, habár eredetileg már terveztek egy többjátékos módot. Miután bemutatták Miyamoto-nak a többjátékos koncepció demóját, arra kérte őket, hogy ugyanolyan újrajátszási értéket érjenek el vele, mint a Mario Kart sorozatban, és hogy magas minőséget biztosítsanak. A fókusz az volt, hogy a többjátékos mód együttműködésre ösztönözzön, és előrelépés csak akkor történhet, ha egy másik játékos segíti a fejlődést, például amikor az egyik Luigi bajba kerül, a másiknak kell megmentenie őt. A kiesett Luigit megmentheti egy másik, ezért is került be ez a mechanizmus, hogy hangsúlyozzák a kooperatív játékot, és inspirációt merítenek a Wii U Nintendo Land című "Luigi's Ghost Mansion" minijátékából. 32 MB-os korlátozást kaptak a letöltés miatt, ami néhány tervezési döntést megváltoztatott.

### Karakterek
A Next Level Games megállapította, hogy Luigi sokoldalúbb érzelmi szempontból, mint Mario, és ezáltal könnyebben azonosítható több személyiséggel. Holliday szerint "kevésbé kifinomult jellemvonásokkal" rendelkezik, és képes volt kihasználni a félelem rétegét egy mélyebb történet elmeséléséhez; Holliday Luigi "bátortalan hős oldalával" hasonlította össze a kitalált Mr. Bean karakteréhez, Miyamoto pedig egy salátához hasonlította Luigit, tekintettel arra, hogy Mariohoz képest félénkebb választás volt, ami segítette a játék horroraspektusának kiegyensúlyozását. Említette még, hogy a Nintendo több alkalmazottja rajong Luigiért, és régóta szerették volna, ha ő kapna egy saját játékot. A Nintendo azt hangsúlyozta, hogy Luigi ne tudjon ugrani a Dark Moonban, hogy megőrizze a hasonlóságot az első játékkal; a tervezők nem tudták, miért nem volt ugrás a korábbi játékban, Ikebata pedig azt feltételezte, hogy ez azért történt, mert a játék a kalandra helyezte a hangsúlyt, és az ugrás funkció eltávolítása arra összpontosított, hogy a játékosok az akcióra figyeljenek. A Next Level Games munkatársai szerint a Nintendo szigorúan őrködött az intellektuális tulajdonával és különösen a karaktereivel kapcsolatban, Ikebata és Nakada pedig "őrzők" voltak, akik gondoskodtak a szabályok betartásáról. Próbálták feszegetni a határokat, de általában visszafogták őket. Luigit általában Charles Martinet szinkronizálta; a sorokat a játék kontextusától függetlenül mondta el, így a storyboardok és a különböző művészeti formák segítették Martinetet abban, hogy megértsék Luigi helyzetét és az általa kifejezendő érzelmeket. Martinet időnként csak szórakozásból játszotta el fizikailag Luigit, és néha improvizált.
Ikebata biztosította, hogy a játék megfeleljen az eredeti Toad karakterének. A fejlesztés során Davis kedvence a Varangy karaktere volt; gondoskodott arról, hogy a karakter érzelmi köteléket építsen Luigival, és hogy biztonságban érezze magát a játék során. Az Escort küldetés inspirációját A Link to the Past: The Legend of Zelda adta Davisszel a fejlesztés során. Kazumi Totaka ismételte meg E. Gadd hangját az eredeti Luigi's Mansion játékból. E. Gadd karaktere "olyan tökélyre fejlesztett, mint amennyire feltaláló", ami magyarázza, hogy miért választotta Luigi a Nintendo DS-t az eszközéül a játékban. A Polterpup a Next Level Games és a Nintendo kedvenc karakterévé vált a fejlesztés során, és végül nagyobb szerepet kapott, mint eredetileg tervezték.
A szellemtervek rajzfilmszerű animációkkal készültek, amelyek hangsúlyozták a humoros megközelítést és a vígjátékot. A tervezők kulcsfontosságú animációt használtak, hogy még karikatúrásabb jellegű karaktereket hozzanak létre, és gyakran excentrikus alakokban ábrázolták a szellemeket. A legtöbb előzetesen elképzelt szellemterv bekerült a végső játékba. Megtervezték őket úgy, hogy olyan helyzeteket szimuláljanak, mintha távol lennének Luigitól, például sok repedést hagytak a falakon vagy a folyosók sarkában, amit Luigi vizsgálhatott. Nakada javasolta ezt a művészeti megközelítést, ami sokszor került felhasználásra, amihez egyetértettek. Több karakterötlet is felmerült a Next Level Games-nél, amelyek parodizálták a szokványos szellemfilm-témákat, de Miyamoto arra kérte őket, hogy kerüljék ezeket. Sürgette, hogy a Dark Moon világa sajátos legyen, és rendszeresen gondolkodjanak az ötletelés során. Holliday például egy üzemi helyszínen elképzelt egy főnöki csatát, amit Miyamoto túl hétköznapinak talált, inkább egy lépcsőt javasolt a főnöki csatának. Ez volt az az egyetlen tervezési elem, amelyen Miyamoto közvetlenül dolgozott. A főnöki csaták jellemzően emlékezetes élményt kívántak nyújtani a játékosoknak; Miyamoto egyszer arra kérte a tervezőket, hogy vessék el eredeti főnökcsata-terveiket, és kezdjék elölről az alapoktól a karakterhiány és a franchise szellemének hiánya miatt, bár ezek a változtatások korai fázisban történtek, és nem veszett el sok idő. A fejlesztők ezt a változtatást "feltárni az asztalt" címkézték Miyamoto példányára.

## Marketing és kiadás
A Dark Moont 2011-ben a Wii U bejelentése előtt, az E3-on mutatta be Reggie Fils-Aimé. Arra utalt, hogy a játék több lesz, mint egy egyszerű Luigi's Mansion folytatás, bemutatva egy előzetest, amely a kastélyok sokaságát és további játékmeneti funkciókat emel ki. A részletek minimalizáltak, és homályos 2012-es megjelenési dátumot tettek közzé, egy ideig próbálkoztak a Luigi's Mansion 2 elnevezéssel is. Másnap a Nintendo fejlesztői konferenciát tartott, ahol bejelentették, hogy a játék mögött a Next Level Games áll, ami sokak számára meglepetést jelentett. Amikor arról kérdezték a Nintendót, miért hozták létre a Luigi's Mansion folytatást a Pikmin egyéb bejelentése előtt, Miyamoto azt válaszolta, hogy egyszerűen "akarták", és régóta tervezték. A játék bemutatásához különböző standokat állítottak fel az esemény alatt, lehetővé téve a húszperces játékmenetek bemutatását, amelyek pozitív visszajelzéseket kaptak a kritikusoktól.
A további részletek a 2012-es E3-on kerültek napvilágra, ahol bemutatták a játékmenetet és részletezték az új játékfunkciókat, valamint a 3D grafikával történő játékmenetet. Átnevezték Luigi's Mansion: Dark Moonra és ünnepélyes megjelenést ígértek. Azonban a részletek továbbra is kevesek voltak. Egy bemutató kioszk ismét elérhetővé vált. A Nintendo 2012. augusztus 13-án közzétette a megjelenési ütemtervet, megjegyezve, hogy a Dark Moon helyett a '2013 első felében jelent meg az amerikai kontinensen', míg a Professor Layton és a Miracle Mask és a Paper Mario: Sticker Star már a terv szerint megjelentek. Később a Twitteren bejelentették, hogy a játék az év első negyedévében fog debütálni. 2013 januárjában felfedték a többjátékos funkciókat is. A címet végül januárban 24-én jelentették be, a játék dobozgrafikájával együtt.
A Nintendo Direct februári prezentációjában Satoru Iwata, a Nintendo elnök-vezérigazgatója, aki Luigi sapkájának másolatát viselte, kijelentette, hogy 2013-at a "Luigi évének" nyilvánítják, mely egy éven át tartó esemény volt, Luigi 30. évfordulójának ünneplésére, melyet 1983-ban ünnepeltek meg a Mario Bros.-ban. Miyamoto szerint az új Luigi's Mansion és a Mario & Luigi: Dream Team megjelenése inspirálta az eseményt, melyekben Luigira helyezték a hangsúlyt, így az ünneplés elkezdődött. Úgy vélték, hogy Luigi kevésbé képviselt és elhanyagolt figura volt a Nintendo játékaiban. A Dark Moon játékmenet áttekintését Miyamoto mutatta be a Directben, a Dream Team és a New Super Luigi U bejelentése mellett. Az áttekintő bemutató előtt Miyamoto és Iwata egy szketést adott elő, ahol Miyamoto egy valós Poltergusttal jelent meg. Iwata adott Miyamoto-nak egy Luigi sapkát, kettejüket "Luigi Brothers"-nek nyilvánította, és Miyamoto elkezdte az áttekintést. Márciusban a Nintendo egy Miiverse chatszobát hozott létre a Dark Moonhoz; különböző alkalmazottak, mint Miyamoto, Takashi Tezuka és Yoshihito Ikebata is megosztottak bejegyzéseket a chatszobában.  Iwata egy Iwata Asks interjúban interjúvolta meg Yorkot, Davist és Hollidayt abban a hónapban, mindannyian Luigi sapkát viseltek az ünneplés jegyében. Márciusban egy promóciós hirdetés jelent meg, ami Luigi jelmezes karakterét ábrázolta, aki a valóságban egy Poltergustot használ. A Nintendo és az iam8bit Productions együttműködéséből egy videó is készült, amely bemutatta a Poltergust felépítését és a YouTube-csatornájukon jelent meg. A Luigi's Mansion: Dark Moon 2013. március 20-án jelent meg Japánban, március 24-én Észak-Amerikában és március 28-án Európában. A 2013. december 18-i European Nintendo Directben bejelentettek egy gyűjthető diorámát, amelynek témája a Dark Moon és a Luigi évének, és megjelent a Club Nintendo honlapján Európában. Aznap megvásárolható volt Európában, és előrendelhető volt Észak-Amerikában a márciusi megjelenési dátummal. A dioráma gyorsan elfogyott Észak-Amerikában, és két héten belül eltávolították a Club Nintendo Europe webhelyéről.

## Recepció
| Összegzőoldal | Értékelés |
| ------------- | --------- |
| Metacritic    | 86/100    |

| Szerző                | Értékelés |
| --------------------- | --------- |
| 4Players              | 90/100    |
| Destructoid           | 9.5/10    |
| Edge                  | 8/10      |
| EGM                   | 8.5/10    |
| Eurogamer             | 9/10      |
| Famicú                | 35/40     |
| Game Informer         | 8.5/10    |
| GameRevolution        | 4/5       |
| GameSpot              | 6.5/10    |
| GamesRadar+           | 4/5       |
| GamesTM               | 9/10      |
| GameTrailers          | 9.3/10    |
| Giant Bomb            | 4/5       |
| Hardcore Gamer        | 3.5/5     |
| IGN                   | 9.3/10    |
| Joystiq               | 3.5/5     |
| Nintendo Life         | 9/10      |
| Nintendo World Report | 9.5/10    |
| ONM                   | 92%       |
| Pocket Gamer          | 4.5/5     |
| Polygon               | 7/10      |
| VideoGamer.com        | 9/10      |

### Kritikai áttekintések
Luigi's Mansion: Dark Moon "általában kedvező" értékeléseket kapott, és 86/100-as értékelést ért el a Metacritic értékelésgyűjtő weboldalon. Az IGN 10-ből 9,3 pontot adott a játéknak, kiemelve, hogy "a Nintendo ezzel a legjobb ötlettel állt elő".
Matthew Castle, az Official Nintendo Magazine 92%-os értékelést adott a játéknak, elismerve a játék 3D-s látványvilágát, valamint a régi és új funkciók ötvözését. Ugyanakkor kritizálta a játékot az ellenőrzőpontok hiánya miatt is, megjegyezve, hogy "bár a halál ritka, a játék arra kényszeríti Luigit, hogy nulláról kezdje újra a küldetéseket, ami 30 másodperces büntetéssel jár a gyenge védekezésért, akár fél órás kincsgyűjtéssel és egy másodperces rejtvényfejtéssel. Ez az időtartam durva igazságszolgáltatásnak tűnhet, amikor valaki hibázik egy váratlan csapdában." Pozitív módon zárta a véleményét, kifejezve: "Amennyire a Luigi's Mansion 2 úgy viselkedik, mint az osztálybohóc, sokkal kedvesebb, tele humorral és vidámsággal, mint bármelyik játék a közelmúltban, ami nem húzza ki őket természetesen a szellemládákból. Állítsátok fel Luigit, és fogadjátok tapsotokat. Vicces, gyönyörű, tele meglepetésekkel... de elég Luigiról. A Nintendo egyik különleges címmé teszi ezt az egyetlen dolog, ami miatt aggódni lehet, az az, hogy újra 10 év kell a visszatéréshez." Carolyn Petit (GameSpot) viszont csak 10-ből 6,5 pontot adott neki, kiemelve "a nehézségi csúcsokat és az ellenőrzőpontok hiányát", valamint a merev vezérlést, ugyanakkor dicsérte a többjátékos funkciókat.
A vizuális megjelenítést széles körben elismerték, egyesek a 3DS-en eddig látott legjobbnak tartották a grafikát. Oli Welsh, az Eurogamer munkatársa kifejezte, hogy a játék "olyan közel áll a játszható rajzfilmhez, mint bármi azóta. Zelda: The Wind Waker." Richard Mitchell (Joystiq és Petit) az atmoszférikus beállításokat emelte ki a játék legfőbb előnyének. Petit szerint a játék "tökéletesen megörökíti azt a fajta szelíd kísértetiességet, amelyre a Disneyland Haunted Mansion attrakciója jellemző." A beállításokat diorámákkal és díszes babaházakkal hasonlították össze, és a Luigi vákuumára reagáló interaktív elemek nagy mennyisége varázslatos élményt teremtett a beállításokban. A karakteranimációkat, különösen Luigiét, a komikus értékük miatt méltatták. Welsh kiemelte, hogy "Minden mozdulat mosolyra késztet, kezdve a pocakos rohanójától, amikor lenyomva tartja a Futtatás gombot, lábujjhegyes szellemvadász állásáig, vagy a kidolgozottságig. Stan Laurel beállít minden egyes forgatókönyv szerinti gyakorlatot." A sztereoszkópikus 3D-s hatások jelentősen bővítették a játék látványvilágát, fizikai és részletesebb környezeti elemekkel. Chris Carter, a Destructoid munkatársa kiemelte a szellemeket, mint vizuális kiemelkedő elemeket, de kifogásolta az étlapok bemutatásának "határozottan olcsó és nem Nintendo" jellegét. Castle figyelmeztetett, hogy a játékosok "hiányolhatják az első játék gótikus homályát – a kísértetek általánosabbak, mint a portré szellemek".
A hanganyaggal kapcsolatos kommentárok általában pozitívak voltak. A zenét "gyengéden megsejtőnek" és "elragadóan kísértetiesnek" írták le, Welsh pedig Scooby-Doo-szerű minőséget tulajdonított neki, Mitchell pedig megjegyezte, hogy "sokkal közelebb van Alfred Hitchcockhoz, mint Akira Yamaokához". Welsh dicsérte Martinet hangjait, a kritikusok pedig Luigi remegő tétlen dúdolását a háttérzene mellett elragadó tulajdonságként említették. Míg Tim Turi, a Game Informertől szeretettel hasonlította E. Gadd érthetetlen csacsogását „egy szerethető Ewokhoz”, Kevin Schallert, a GameRevolutiont néha bosszantotta a beszédmódja, amelyet „a Simlish Nintendo verziójaként” emlegetett. Ettől eltekintve Schaller elismerte, hogy a zene néha kísérteties, a hanghatások pedig meggyőzően illeszkednek.

### Értékesítés
A Luigi's Mansion nagy eladásokkal debütált az Egyesült Államokban; április közepéig 415 000 példányban kelt el az országban, márciusban mindössze egy hét leforgása alatt a hónap hatodik legkelendőbb játéka lett a Call of Duty: Black Ops 2 mögött. Ebből 365 000 fizikai, a többi digitális letöltés volt. Július közepére az eladások összesen meghaladták a 750 000 darabot. Az Egyesült Királyságban a Luigi's Mansion: Dark Moon az Ötödik helyen végzett az All Formats listán, ezt a pozíciót három egymást követő héten át tartotta, és ezzel az év első 3DS exkluzív címe lett a listán. Május közepéig továbbra is az első tíz listán belül maradt. A játék zsinórban három héten keresztül volt az első számú bestseller Japánban, április 7-ig összesen 459 000 darab volt, és 68 423 darab volt az előző héten, megelőzve az Animal Crossing: New Leaf-et. A Media Create értékesítési nyomkövető arról számolt be, hogy a játék a debütáló héten a kiszállítás több mint nyolcvan százalékát adta el. A Nintendo of America vezető termékmarketing-igazgatója, Bill Trinen szerint a Dark Moon és a Pokémon Mystery Dungeon: Gates to Infinity sikeres bevezetése 50 százalékkal, összesen 20 millióra növelte a 3DS-eladásokat, és arra számítottak, hogy a 3DS-eladások „tényleg megindulnak majd." 2013-ban. Az első héten a világméretű eladások meghaladták az 1 milliót, október végére pedig a 3,13 milliót. 2020. december 31-ig a játék 6,44 millió példányban kelt el világszerte, és a tizenkettedik legkelendőbb játék a 3DS-en.

### Díjak és jelölések
A Dark Moon megjelenése előtt a Game Critics Awards a legjobb kézi játék kategóriában jelölték, de a Queasy Games Sound Shapes ellen veszített. 2013-ban és 2014-ben a játékot különféle díjkiosztó ünnepségeken jelölték, elsősorban kézi játékok kategóriáiban, de minden jelölést elveszített számos más címmel szemben, beleértve a Nintendo által fejlesztett játékokat is. A NAVGTR Awards-on a játékot kategóriákban jelölték az animáció és a vezérlődizájn miatt, de alulmaradt a The Walking Dead: 400 Day-vel és a kritikusok által elismert The Last of Us-szal szemben. Különféle híroldalak 2013 legjobb videojátékai között tartották a Dark Moont, köztük az IGN, USGamer, VentureBeat és az Eurogamer.

## Örökség
A 2015 és 2023 közötti időszak retrospektív rangsorolásában a VG247, Eurogamer, IGN és a Nintendo Life a Dark Moon-t tartotta a Nintendo 3DS egyik legjobb játékának. A Dark Moon megjelenése után a Next Level Games kizárólag a Nintendóval dolgozott, majd a Luigi's Mansion 3 megjelenése után teljesen a Nintendo része lett. A Nintendo felvásárolta a vállalatot annak érdekében, hogy növelje a kommunikációs lehetőségeket, remélve, hogy ez elősegíti a fejlesztés sebességét és a minőség javulását. Egy 2023 júniusi Nintendo Directben a Nintendo bejelentette a Dark Moon felújított verzióját frissített grafikával, melyet terveik szerint 2024-ben adnak ki Nintendo Switchre.

### Luigi kúria árkádja
A Luigi's Mansion Arcade egy játékterem szekrény, melyet a Capcom fejlesztett ki, a Sega közreműködésével, és a Nintendo licenszeli, Dark Moon alapján. A Capcom ideiglenes helyszíni tesztet hajtott végre az árkádokban 2014. október 30. és november 3. között. A Sega hivatalosan bemutatta a szekrényt 2015-ben, elérhetővé téve azt a 2015-ös Japan Amusement Expón. A szekrények Japánban debütáltak 2015 nyarán a Capcom előzetesét és promóciós webhelyét követően. Az első észak-amerikai szekrényt 2015. október 9-én helyezték ela Dave & Buster's helyen Addisonban, Illinois államban, míg a Dave & Buster más nyugati helyszínei a következő évben kaptak egyet. A játék neve Japánban Luigi Mansion Arcade, Észak-Amerikában pedig Luigi's Mansion Arcade.
A gép külsejét és belsejét a Luigi's Mansion és a Dark Moon táblái díszítik, és két nagyméretű Poltergust-készletet tartalmaznak, a játékosok pedig a Poltergust vákuumfúvókáját használják vezérlőként. Ez egy zárt, ülőszekrény, és a játékosok első személyű szemszögből nézik a képernyőt; A játékmenet egy sínre épített könnyű fegyverrel lő. A játékosok választhatnak, hogy elkezdik a játékot, vagy először kapnak egy oktatóprogramot E. Gaddtól, aki áttekintést ad a Poltergust funkcióiról. A szellemek hullámokban érkeznek a Dark Moon helyszíneken, és a játékosnak meg kell nyomnia a Poltergust gombját, hogy elkábítsa őket, és le kell tartania a ravaszt, hogy beszívja őket. A képernyőn megjelenő utasítások megszabják, hogyan kell a játékosnak mozgatnia a Poltergust, hogy sikeresen beszívja a szellemeket, különben megszöknek. A játékosok egy intelligens bombát is használhatnak, hogy egyszerre nagy hullámot ürítsenek el a szellemektől, a Poltergust pedig érméket és egyéb tárgyakat szívhat be, hogy növelje a játékos pontszámát. A játék lineáris és szintalapú, és a nehézségi szint drasztikusan növekszik a játékosok előrehaladtával. A szekrény egyszerre egy vagy két játékost támogat.

## Fordítás
Ez a szócikk részben vagy egészben  a   Luigi's Mansion: Dark Moon című angol Wikipédia-szócikk ezen változatának fordításán alapul.  Az eredeti cikk szerkesztőit annak laptörténete sorolja fel. Ez a jelzés csupán a megfogalmazás eredetét és a szerzői jogokat jelzi, nem szolgál a cikkben szereplő információk forrásmegjelöléseként.